# Campeonato Mundial de Sóftbol Femenino Sub-19 de 2015
El Campeonato Mundial de Sóftbol Femenino Sub-19 de 2015 fue la XI edición del Campeonato Mundial de Sóftbol Femenino Sub-19. Se disputó en la ciudad de Oklahoma City, (Estados Unidos) entre el 9 al 15 de agosto de 2015.

## Equipos participantes
| Equipos participantes                                            | Equipos participantes                                                                 |
| Grupo A                                                          | Grupo B                                                                               |
| ---------------------------------------------------------------- | ------------------------------------------------------------------------------------- |
| Japón Canadá China Nueva Zelanda Gran Bretaña Argentina Colombia | Estados Unidos México República Checa Australia Puerto Rico China Tapéi Italia Brasil |

Desistieron de participarː Ecuador, Nigeria y Venezuela.

## Primera ronda
Fuenteː

### Grupo A
| Pos | País          | JJ | JG | JP | CF | CC | AVG   | Dif |
| --- | ------------- | -- | -- | -- | -- | -- | ----- | --- |
| 1   | Japón         | 6  | 6  | 0  | 64 | 0  | 1.000 | —   |
| 2   | Canadá        | 6  | 5  | 1  | 39 | 6  | .833  | 1   |
| 3   | China         | 6  | 4  | 2  | 26 | 31 | .667  | 2   |
| 4   | Nueva Zelanda | 6  | 3  | 3  | 16 | 18 | .500  | 3   |
| 5   | Gran Bretaña  | 6  | 2  | 4  | 11 | 15 | .333  | 4   |
| 6   | Argentina     | 6  | 1  | 5  | 12 | 37 | .133  | 5   |
| 7   | Colombia      | 6  | 0  | 6  | 1  | 62 | .000  | 6   |

| Día   | Hora  | Campo      | Selección     | Resultado | Selección     |
| 09-08 | 12:00 | 3          | Gran Bretaña  | 8-1       | Colombia      |
| 09-08 | 15:00 | INTEGRIS   | Canadá        | 11-1(5)   | China         |
| 09-08 | 20:00 | 3          | Colombia      | 0-12(4)   | Argentina     |
| 09-08 | 20:00 | INTEGRIS   | Japón         | 7-0(5)    | Nueva Zelanda |
|       |       |            |               |           |               |
| 10-08 | 11:00 | OGE Energy | Japón         | 10-0      | Canadá        |
| 10-08 | 12:00 | 3          | Gran Bretaña  | 1-0       | Argentina     |
| 10-08 | 15:30 | INTEGRIS   | Japón         | 20-0(3)   | Colombia      |
| 10-08 | 15:30 | OGE Energy | Nueva Zelanda | 4-1       | Gran Bretaña  |
| 10-08 | 15:30 | 3          | China         | 15-0(3)   | Argentina     |
| 10-08 | 19:30 | INTEGRIS   | Canadá        | 10-0(4)   | Colombia      |
| 10-08 | 19:30 | 3          | Nueva Zelanda | 0-3       | China         |
|       |       |            |               |           |               |
| 11-08 | 13:00 | 3          | Japón         | 4-0       | Gran Bretaña  |
| 11-08 | 13:00 | INTEGRIS   | Canadá        | 7-0(5)    | Argentina     |
| 11-08 | 13:00 | OGE Energy | China         | 5-0       | Colombia      |
| 11-08 | 17:30 | OGE Energy | Nueva Zelanda | 5-0       | Argentina     |
| 11-08 | 17:30 | 3          | Canadá        | 4-0       | Gran Bretaña  |
|       |       |            |               |           |               |
| 12-08 | 13:00 | INTEGRIS   | Japón         | 9-0(5)    | Argentina     |
| 12-08 | 13:00 | 3          | Nueva Zelanda | 0-7       | Canadá        |
| 12-08 | 13:00 | OGE Energy | China         | 2-1       | Gran Bretaña  |
| 12-08 | 17:30 | OGE Energy | Nueva Zelanda | 7-0       | Colombia      |
| 12-08 | 13:00 | 3          | Japón         | 19-0(4)   | China         |

### Grupo B
| Pos | País            | JJ | JG | JP | CF | CC | AVG   | Dif |
| --- | --------------- | -- | -- | -- | -- | -- | ----- | --- |
| 1   | Estados Unidos  | 7  | 7  | 0  | 82 | 3  | 1.000 | —   |
| 2   | México          | 7  | 5  | 2  | 16 | 34 | .714  | 2   |
| 3   | República Checa | 7  | 4  | 3  | 10 | 12 | .571  | 3   |
| 4   | Puerto Rico     | 7  | 4  | 3  | 28 | 13 | .571  | 3   |
| 5   | Australia       | 7  | 3  | 4  | 25 | 21 | .429  | 4   |
| 6   | China Tapéi     | 7  | 3  | 4  | 18 | 26 | .429  | 4   |
| 7   | Italia          | 7  | 2  | 5  | 14 | 40 | .286  | 5   |
| 8   | Brasil          | 7  | 0  | 7  | 6  | 50 | .000  | 7   |

| Día   | Hora  | Campo      | Selección       | Resultado | Selección       |
| 09-08 | 12:00 | INTEGRIS   | Australia       | 5-2       | Italia          |
| 09-08 | 12:00 | OGE Energy | Puerto Rico     | 0-1       | República Checa |
| 09-08 | 12:00 | 3          | Brasil          | 1-2       | México          |
| 09-08 | 20:00 | OGE Energy | Estados Unidos  | 10-0(4)   | China Tapéi     |
|       |       |            |                 |           |                 |
| 10-08 | 11:00 | INTEGRIS   | Brasil          | 2-3       | República Checa |
| 10-08 | 13:00 | OGE Energy | Estados Unidos  | 20-0(3)   | Italia          |
| 10-08 | 11:00 | INTEGRIS   | Puerto Rico     | 10-1      | México          |
| 10-08 | 12:00 | 3          | Australia       | 7-6(8)    | China Tapéi     |
| 10-08 | 17:30 | 3          | Puerto Rico     | 7-0       | Brasil          |
| 10-08 | 17:30 | OGE Energy | México          | 1-0       | República Checa |
| 10-08 | 17:30 | INTEGRIS   | Italia          | 1-0       | China Tapéi     |
| 10-08 | 19:30 | OGE Energy | Estados Unidos  | 6-1       | Australia       |
|       |       |            |                 |           |                 |
| 11-08 | 11:00 | OGE Energy | México          | 4-1       | China Tapéi     |
| 11-08 | 11:00 | 3          | República Checa | 5-0       | Italia          |
| 11-08 | 15:30 | OGE Energy | Estados Unidos  | 16-0(4)   | Brasil          |
| 11-08 | 15:30 | 3          | Australia       | 1-4(9)    | Puerto Rico     |
| 11-08 | 15:30 | INTEGRIS   | República Checa | 0-2       | China Tapéi     |
| 11-08 | 19:30 | 3          | México          | 6-5(9)    | Italia          |
| 11-08 | 19:30 | OGE Energy | Estados Unidos  | 9-2       | Puerto Rico     |
| 11-08 | 19:30 | INTEGRIS   | Australia       | 10-0(4)   | Brasil          |
|       |       |            |                 |           |                 |
| 12-08 | 11:00 | INTEGRIS   | Puerto Rico     | 1-2       | Italia          |
| 12-08 | 11:00 | OGE Energy | Brasil          | 1-7       | China Tapéi     |
| 12-08 | 15:30 | OGE Energy | Estados Unidos  | 16-0(3)   | México          |
| 12-08 | 15:30 | INTEGRIS   | Australia       | 0-1       | República Checa |
| 12-08 | 17:30 | INTEGRIS   | Puerto Rico     | 4-1       | China Tapéi     |
| 12-08 | 19:30 | INTEGRIS   | Brasil          | 2-5       | Italia          |
| 12-08 | 19:30 | OGE Energy | Estados Unidos  | 7-0(5)    | República Checa |
| 12-08 | 19:30 | 3          | Australia       | 1-2       | México          |

## Segunda fase

### Ronda de campeonato
Para esta ronda clasifican los cuatro mejores de cada grupo se enfrentaron de la siguiente manera: 
- Llave 1ː A1 vs B2 (CF1) y A2 vs B1 (CF2). Los ganadores clasifican a la semifinal 1. Los perdedores clasifican al repechaje.
- Llave 2ː A3 vs B4 (CF3) y A4 vs B3 (CF4). Los ganadores se enfrentan a los perdedores de la llave 1 en el repechaje. Los ganadores clasifican a la semifinal 2. Los perdedores pasan al repechaje de la ronda de consuelo.

| Día   | Hora  | Serie | Selección            | Resultado | Selección          |
| 13-08 | 12:00 | CF1   | Japón (A1)           | 6-0       | México (B2)        |
| 13-08 | 12:00 | CF2   | Estados Unidos (B1)  | 15-0      | Canadá (A2)        |
| 13-08 | 12:00 | CF3   | China (A3)           | 0-2       | Puerto Rico (B4)   |
| 13-08 | 20:00 | CF4   | República Checa (B3) | 1-2       | Nueva Zelanda (A4) |

| Día   | Hora  | Llave | Selección   | Resultado | Selección          |
| 14-08 | 12:00 | R1    | México (P1) | 0-9       | Puerto Rico (G3)   |
| 14-08 | 20:00 | R2    | Canadá (P2) | 6-5       | Nueva Zelanda (G4) |

### Ronda de consuelo
Los cuatro peores de cada grupo se enfrentaron de la siguiente maneraː
- Llave 3ː A5 (libre, CF1) y A8 vs B5 (CF2). Los ganadores clasifican a la semifinal de consuelo 1. Los perdedores quedan eliminados.
- Llave 4ː A6 vs B7 (CF3) y A7 vs B6 (CF4). Los ganadores se enfrentan a los perdedores de la llave 2 en los repechajes de consuelo. Los perdedores quedan eliminados.

| Día   | Hora  | Serie | Selección         | Resultado | Selección     |
| 13-08 | 12:00 | CFC1  | Gran Bretaña (A5) | 1-2       | Brasil (B8)   |
| 13-08 | 12:00 | CFC2  | Australia (B5)    | Pase      |               |
| 13-08 | 12:00 | CFC3  | Argentina (A6)    | 0-4       | Italia (B7)   |
| 13-08 | 20:00 | CFC4  | China Taipéi (B6) | 10-0      | Colombia (A7) |

| Día   | Hora  | Llave | Selección               | Resultado | Selección             |
| 14-08 | 12:00 | RC1   | China (P-CF3)           | 2-4       | China Taipéi (G-CFC4) |
| 14-08 | 20:00 | RC2   | República Checa (P-CF4) | 3-8       | Italia (G-CFC3)       |

## Fase final

### Ronda de consuelo
|  | Semifinales de consuelo | Semifinales de consuelo | Semifinales de consuelo |              |           | 7.º lugar | 7.º lugar | 7.º lugar |  |
|  |                         |                         |                         |              |           |           |           |           |  |
|  |                         |                         |                         |              |           |           |           |           |  |
|  | Australia               | Australia               | 5                       |              |           |           |           |           |  |
|  | Australia               | Australia               | 5                       |              |           |           |           |           |  |
|  | Italia                  | Italia                  | 1                       |              |           |           |           |           |  |
|  | Italia                  | Italia                  | 1                       |              | Australia | Australia | 5         |           |  |
|  |                         |                         |                         |              | Australia | Australia | 5         |           |  |
|  |                         |                         | China Taipéi            | China Taipéi | 4         |           |           |           |  |
|  | Brasil                  | Brasil                  | China Taipéi            | China Taipéi | 4         | 3         |           |           |  |
|  | Brasil                  | Brasil                  |                         |              |           | 3         |           |           |  |
|  | China Taipéi            | China Taipéi            | 10                      |              |           |           |           |           |  |
|  | China Taipéi            | China Taipéi            | 10                      |              |           |           |           |           |  |
|  |                         |                         |                         |              |           |           |           |           |  |

### Ronda de campeonato
|  | Semifinal | Semifinal      | Semifinal   |   |  | Repechaje final | Repechaje final | Repechaje final |  |       | Final | Final          | Final |
|  |           |                |             |   |  |                 |                 |                 |  |       |       |                |       |
|  |           | Japón          | 2           |   |  |                 |                 |                 |  |       |       |                |       |
|  |           | Estados Unidos | 14          |   |  |                 |                 |                 |  |       |       | Estados Unidos | 8     |
|  |           |                |             |   |  | Japón           | 5               |                 |  | Japón | 1     |                |       |
|  |           |                | Puerto Rico | 1 |  |                 |                 |                 |  |       |       |                |       |
|  |           | Puerto Rico    | 8           |   |  |                 |                 |                 |  |       |       |                |       |
|  |           | Canadá         | 0           |   |  |                 |                 |                 |  |       |       |                |       |

| Japón                  |
| Campeón Estados Unidos |
| Segundo título         |

## Posiciones finales
| Pos | Equipo          | Round Robin | Play-off | Total |
| --- | --------------- | ----------- | -------- | ----- |
|     | Estados Unidos  | 7-0         | 2-0      | 9-0   |
|     | Japón           | 6-0         | 2-1      | 8-1   |
|     | Puerto Rico     | 4-3         | 3-1      | 7-4   |
| 4   | Canadá          | 5-1         | 1-2      | 6-3   |
| 5   | México          | 5-2         | 0-2      | 5-4   |
| 6   | Nueva Zelanda   | 3-3         | 1-1      | 4-4   |
| 7   | Australia       | 3-4         | 2-0      | 5-4   |
| 8   | China Taipéi    | 3-4         | 3-1      | 6-5   |
| 9   | Italia          | 2-5         | 1-1      | 3-6   |
| 10  | Brasil          | 0-7         | 1-1      | 1-8   |
| 11  | República Checa | 4-3         | 0-2      | 4-5   |
| 12  | China           | 4-2         | 0-2      | 4-4   |
| 13  | Gran Bretaña    | 2-4         | 0-1      | 2-5   |
| 14  | Argentina       | 1-5         | 0-1      | 1-6   |
| 15  | Colombia        | 0-6         | 0-1      | 0-7   |